# Weißblaue Geschichten
Weißblaue Geschichten ist der Titel einer deutschen Fernsehserie mit bayerischem Flair.
Verschiedene Drehbuchautoren schreiben die heiteren, in sich abgeschlossenen Geschichten (eine bis vier je Sendung) der über 50 Episoden. Jede der von ZDF und ORF gemeinsam produzierten Sendungen dauert zwischen 45 und 60 Minuten.

## Schauspieler
Im Mittelpunkt der unterhaltsamen Geschichten stehen unterschiedliche, von Folge zu Folge wechselnde Figuren.
Zu Beginn der Serie spielte Gustl Bayrhammer viele dieser Rollen, seit seinem Tod 1993 werden die Hauptfiguren von verschiedenen Schauspielern dargestellt. Während der 1990er Jahre übernahmen bekannte Fernsehschauspieler mit bayerischem Hintergrund wechselnde Rollen in den Episoden. Regelmäßige Auftritte hatten vor allem Willy Harlander, Toni Berger, Christiane Blumhoff, Gerd Deutschmann und der des Bairischen mächtige Hans Clarin. Nach dem Tod der meisten Hauptdarsteller wurden um die Jahrtausendwende vermehrt Episoden mit bekannten Gastdarstellern wie Wolfgang Fierek, Harald Krassnitzer, Christine Neubauer, Karin Kienzer und Christian Wolff produziert.

## Drehorte
Die frühen Folgen der Serie wurden überwiegend im Landkreis Garmisch-Partenkirchen gedreht und später häufig auch im Chiemgau produziert.
Ab Mitte der 1990er Jahre wurden viele Episoden in österreichischen Gebirgslandschaften gedreht (vor allem Tirol, Salzburg).

## Episoden
Die erste Episode wurde am 4. November 1984 (19.30–20.15 Uhr) im ZDF ausgestrahlt. Die zweite Folge wurde dann zwar für den 18. November 1984 angekündigt, aber wegen des Volkstrauertages erst am 20. November 1984 (20.30–21.15 Uhr) gesendet. Die dann wieder am 2. Dezember 1984 (20.15–21.15 Uhr) als 3. Folge ausgestrahlte Sendung mit erstmals 4 Geschichten wurde jedoch eigentlich als allererste produziert, da am Ende des Abspanns deutlich 1983 zu lesen ist, statt 1984, wie bei den zuvor gesendeten 2 Folgen.
01 – Der Kurpfuscher / Der Seemann / Der Kraftprotz (4. November 1984)* 

02 – Der Schlaumeier / Der Tandler / Das Gspusi (20. November 1984)* 

03 – Der Freund / Der Vater / Der Heilige / Der Retter (2. Dezember 1984)* 

04 – Die Goldene Hochzeit / Der Glückspilz / Der Klangkörper / Der Landarzt (12. Oktober 1986)* 

05 – Der Amerikaner / Der Erlkönig / Der Gondoliere (23. Oktober 1986)* 

06 – Der Kohlhas / Der Gendarm / Der Schutzheilige (8. November 1986)* 

07 – Der Bazi / Der Schwan / Der Hacker / Der Dickschädel (14. Mai 1987)* 

08 – Der König / Der Sauhund / Die Fremde / Der Star (28. Mai 1987)* 

09 – Das Wunder / Der Casanova / Der Bub / Der Geschäftsmann (2. August 1987)* 

10 – Rund ums Oktoberfest: Der Fremde / Das Schlitzohr / Der Lausbub / Der Künstler (24. November 1988)* 

11 – Der Rosenkavalier / Die Schraube / Die Tuba (25. Januar 1990)* 

12 – Bua oder Madl / Der Briefwechsel / Der Gasableser / Der Dorfbrunnen (17. Mai 1990)* 

13 – Klappern gehört zum Handwerk / Lüngerl und Hax’n / Ein paar Blumen hat jeder verdient (20. Mai 1990)* 

14 – Der Stadthahn / Der Tag mit dem Schlagerstar / Das Testament der Xanthippe (22. Mai 1990)* 

15 – Ein Bus nach Alicante / Herta / Bergvagabunden / Penner-Party (6. November 1990)* 

16 – Datapac 206 / Die Sterne lügen nicht / Der Madonnenschnitzer / Der Kakadu (16. Mai 1991)* 

17 – Der Landvermesser / Ein Wink von oben / Die Wolpertingerjagd / Meer bleibt Meer (23. Mai 1991)* 

18 – Der Löwe / Der unsichtbare Zweite / Wahre Schönheit kommt von innen (1. Februar 1992)* 

19 – Die Radltour / Das Schlafmittel / Hochwürden Josef (6. Oktober 1992)* 

20 – Die Hauspost / Das Echo vom Karfunkelsee (27. Dezember 1992)* 

21 – Die Doppelgänger / Ferien (9. Januar 1993)* [letzte Sendung mit Gustl Bayrhammer] 

22 – Der Kapitän / Graffiti (1993)* 

23 – Freitag, der 13. / Der Hochzeitslader (1993)* 

24 – Herrgottsgebräu / Lottogewinn (1994)* 

25 – Der Himmelmann / Die Geige aus Amerika (1994)* 

26 – Die Heimatorgel / Das schwarze Schaf / Zu Gast bei Onkel Franz / Der letzte Wille (1995)* 

27 – Bienenstich / Der Lockvogel (1997)* 

28 – Die Falle / Die Einfaltspinsel (1998)* 

29 – Wechselschritt / Scheues Reh sucht wilden Jäger (1998)* 

30 – Drei Männer und Susu / Liebe macht nicht blind (1998)* 

31 – Alles wie früher / Ein unbeschriebenes Blatt (1998)* 

32 – Die Rechnung bitte / Die Rückkehr (1998)* 

33 – Schwein gehabt / Eine harte Prüfung (1998)* 

34 – Die Autopanne / Nette Nachbarn (1998)* 

35 – Ein schwerer Akt / Der Intrigantenstadl (2000)* 

36 – Ein falscher Hund / Die Abrechnung (2001)* 

37 – Die oder keine / Der Beckenschläger (2001)* 

38 – Schwindelanfälle / Ein Mann für alle Notfälle (2007)* 

39 – Kein Kraut für die Liebe / Die Vier vom Revier (2008)* 

40 – Ein Date mit Folgen (2010)* 

41 – Schwiegersohn gesucht (2011)* 

42 – Ein Haus zum Verlieben / Einladung mit Hindernissen (2012)* 

43 – Wenn einer eine Reise tut / Ein ganz besonderer Empfang (2013) 

44 – Ein Irrtum zum Verlieben / Liebe auf den zweiten Blick (2013) 

45 – Rendezvous wider Willen / Der Duft der Liebe (2013) 

46 – Liebe geht durch den Magen / Kleider machen Leute (2014) 

47 – Ein Zwilling zum Verlieben / Ein verflixtes Wochenende (2015) 

48 – Ein süßes Geheimnis / Kleine Lüge, große Liebe (2015) 

49 – Weltreise mit Hindernissen / Traumm@nn gesucht (2015) 

50 – Ein zauberhafter Plan / Ein ganz normales Wochenende (2015) 

51 – Briefe an den Weihnachtsmann / Erbschaft zum Glück (2015) 

52 – Märchenprinz in der Provinz / Die Partykönigin (2015) 

53 – Eine Frau für Papa / Ein Hotel zum Verlieben (2016) 

[*] Auf DVD erschienen

## Weißblaue Wintergeschichten
Im Jahr 1987 wurde erstmals ein Special der Serie produziert, damals noch unter dem Titel Weißblaue Weihnachten. Nach dem Tod von Gustl Bayrhammer wurde ab 1994 ein eigenständiger Ableger unter dem Titel Weißblaue Wintergeschichten gesendet. Hiervon entstanden jedes Jahr eine bis zwei Sendungen, die erstmals während der Weihnachtszeit ausgestrahlt wurden.
Folgen der Episoden mit Erstausstrahlungsjahr
Weißblaue Weihnachten:

00 (Erstausstrahlung 1987)
- Nikolaus ist ein guter Mann
- Kling, Glöckchen, klingelingeling!
- Ihr Kinderlein kommet
- Stille Nacht, heilige Nacht

Alle 4 Folgen sind auf DVD erschienen
Weißblaue Wintergeschichten:

01 – Ein Schlitten voller Glück / Wahre Freunde / Die zweite Chance (1994)* 

02 – Glücklich geschieden / Rache ist süß (1995)* 

03 – a) Ein schöner Zug (mit Julia Richter, Udo Thomer, Willy Harlander)

03 – b) Ein fast anständiger Kerl (1995)* (mit Christiane Hörbiger, Gunter Berger, Janine Dissel, Claudia Wedekind, Dominique Lorenz) 

04 – Klassentreffen / Seitensprünge (1996)* 

05 – Ein bißchen Hoffnung / Spuren im Schnee (1996)* 

06 – Zwickmühle / Ein echter Knaller (1997)* 

07 – Das Rennen / Das Collier (1997)* 

08 – Bruderherzen / Die Härte des Gesetzes (1997)* 

09 – Der Butler / Der eiserne Besen (1998)* 

10 – Viel Lärm um nichts / Eine unmögliche Hochzeit (1998)* 

11 – Alles wegen Max / Ein ungehobelter Bursche (2000)* 

12 – Kleine Rache / Einmal zu viel (2001)* 

13 – Das Glück vom Dach / Schneetreiben (2002)* 

14 – Kindsköpfe / Stern der Begierde (2004)* 

15 – Der Sonntagsjäger / Kokosbusserl (2004)* 

16 – Der Vater meiner Braut / Erste Liebe (2005)* 

17 – Der Silvesterkracher / Der falsche Hochzeitsgast (2006)* 

18 – Sophies Hütte (2017) 

19 – Drei Engel auf Abwegen (2017) 

20 – Zwei Männer sind einer zu viel (2018) 

21 – Ein fast perfekter Plan (2020) 

[*] Auf DVD erschienen

## Trivia
Ein unerwartetes Quotenhoch und enorme Beachtung erhielt die Serie am 23. Mai 2016 in Österreich, als das Land gespannt auf das Ergebnis der Bundespräsidentenwahl wartete. Dieses ließ jedoch auf sich warten, und der ORF zeigte mehrere Folgen der „Weißblauen Geschichten“, jeweils nur kurz von der Sonder-„ZIB“ unterbrochen. Eine Rekordquote von 429.000 Zuschauern und belustigte Kommentare in zahlreichen Foren und Social-Media-Kanälen waren die Folge.